# Flusser (Schiff, 1936)
Die USS Flusser (Kennung DD-368) war ein Zerstörer der U.S. Navy und das vierte Schiff, das diesen Namen trug. Sie gehörte zur 18 Einheiten umfassenden Mahan-Klasse und war nach Charles Williamson Flusser benannt.
Getauft wurde das Schiff von Mrs. F. W. Packard; das erste Kommando bekam am 1. Oktober 1936, Commander F. L. Lowe.
Für die Verdienste während des Zweiten Weltkrieges wurden der Flusser acht Battle Stars zuerkannt.

## Einsatzgeschichte

### Vor dem Zweiten Weltkrieg
Die Flusser wurde nach der Indienststellung zunächst der Squadron 40-T zugeteilt und lief am 1. Dezember 1936 von New York in das westliche Mittelmeer aus, um dort während des Spanischen Bürgerkrieges die Interessen der Vereinigten Staaten zu wahren. Am 9. Februar 1937 kehrte das Schiff nach Hampton Roads zurück und übernahm für die nächsten fünf Monate Küstenschutzaufgaben zwischen Virginia und Maine. Danach verlegte sie zunächst am 16. Juli 1937 nach San Diego und dann ab Oktober 1939 zum Marinestützpunkt Pearl Harbor.

## 1941–1943
Am 5. Dezember 1941 lief sie mit der Trägergruppe um die Lexington aus Pearl Harbor aus und entkam so dem japanischen Angriff. Die Kräfte um die Lexington versuchten zunächst vergeblich, die sich absetzenden japanische Seestreitkräfte abzufangen und kehrten am 12. Dezember nach Pearl Harbor zurück.
Bis April 1942 übernahm die Flusser Geleitschutzaufgaben zwischen Hawaii und der amerikanischen Westküste und setzte am 21. April 1942 einen Trupp Marines auf dem Palmyra Atoll ab. Danach führte sie Geleitschutzaufgaben im südwestlichen Pazifik durch, was auch verschiedentliches Anlaufen von australischen Häfen mit sich brachte.
Nach einer Werftliegezeit zwischen Juli 1942 und Februar 1943 in Pearl Harbor, übernahm die Flusser wieder ihre Aufgaben im Geleitschutz und der U-Boot-Jagd im Gebiet südlich der Salomonen.
Nach einer kurzen Überholung in Pearl Harbor zwischen dem 25. Juli und dem 4. August 1942 kehrte die Flusser nach Efate zurück, wo sie am 17. August eintraf. Hier übernahm sie wieder Geleitschutz und Patrouillenfahrten im Bereich der Fidschiinseln, Espiritu Santo, Samoa und Tonga. Danach erfolgte eine weitere Werftliegezeit in Pearl Harbor zwischen September 1942 und Februar 1943. Ab dem 17. Februar 1943 Ankunft in Espiritu Santo mit Übernahme von Geleitschutzaufgaben sowohl für Transporter als auch für Kriegsschiffe im Bereich der Pazifik Marinebasen, von und nach Australien und nach Guadalcanal. Zur Vorbereitung der Invasion auf Neuguinea verlegte die Flusser am 22. August von Australien zur Milne Bay. Von hier aus griff sie aktiv in die Landungsunternehmen bei Lae and Finschhafen ein, gab Feuerschutz bei den Truppenanlandungen, eskortierte Verstärkungsfahrzeuge und versenkte am 22. September in Finschhafen drei japanische Frachtkähne.
Die nächste Aktion sah die Flusser beim Landungsunternehmen in Arawa, New Britain und bei der Besetzung von Cape Gloucester und Saidor.

## 1944–1945
Vom 11. Januar 1944 bis zum 30. Januar 1944 erfolgte eine kurze Überholung des Schiffes mit anschließender Wiederaufnahme der Operationen in den australischen Gewässern. Danach Verlegung zur Milne Bay und Geleitschutzfahrten nach Saidor und Cape Gloucester. Anschließend Teilnahme an den Landungsunternehmungen bei Los Negros und den Admiralty Islands. Die hohe Beanspruchung von Material und Mannschaft erforderten eine erneute Überholung, die zwischen April und Juni 1944 in der Mare Island Naval Shipyard durchgeführt wurde.
Am 1. August 1944 verließ das Schiff Hawaii, geleitete einen Schiffskonvoi nach Eniwetok und erreichte Majuro am 16. August. Von hier aus erfolgte eine sechswöchige Patrouille vor den von den Japanern gehaltenen Atollen im südwestlichen Bereich der Marshall Islands. Am 7. September führte die Flusser ein Feuergefecht mit einer japanischen Küstenbatterie auf Wotje, dabei wurden neun Besatzungsmitglieder verwundet. Ab dem 1. Oktober geleitete das Schiff einen Konvoi nach
Eniwetok, Ulithi, und Hollandia. Danach erfolgte eine Verlegung nach San Pedro Bay (Philippinen), wo die Flusser am 29. Oktober eintraf und sogleich Patrouillenfahrten im Golf von Leyte und der Straße von Surigao aufnahm. Am 18. November gelang es dem Zerstörer, einen japanischen Kamikaze abzuschießen, wobei das Flugzeug so nahe am Schiffsrumpf auf dem Wasser aufschlug, dass der Fallschirm des Piloten auf das Vorschiff geschleudert wurde. Es folgten weitere Geleitaufgaben zwischen Hollandia und Leyte. Am 4. Dezember 1944 wurde das Schiff bei einem Kamikaze-Angriff beschädigt. Weitere Kamikaze-Angriffe am nächsten Tag versenkten das Landungsschiff LSM-20, wobei die Flusser zur Rettung der Besatzung beitrug. Dabei gelang es ihr noch, mehrere japanische Flugzeuge abzuschießen.
Der Zerstörer verließ Leyte am 6. Dezember, um die Landung in Ormoc Bay zu unterstützen. Am nächsten Tag erfolgte ein weiterer schwerer Kamikaze-Angriff, bei der die Flusser ein Flugzeug abschoss. Sie half bei der Rettung von im Wasser treibenden Seeleuten und geleitete den schwer getroffenen Zerstörer USS Lamson (DD-367) zurück nach San Pedro.
Danach Verlegung nach Hollandia und Biak zur Vorbereitung der Invasion in Lingayen. Am 13. Januar 1945 traf die Flusser als Geleitschiff des Konvois der zweiten Verstärkungswelle im Golf von Lingayen ein. Sie gab am 31. Januar Feuerschutz bei der Landung in der Nähe von Nasugbu und war beim Angriff auf Puerto Princesa und Palawan beteiligt.
Es folgten Geleitfahrten zwischen Leyte, Mindoro und Palawan.
Die Flusser blieb weiterhin im Bereich der Philippinen und nahm am 26. März 1945 an der Landung auf Cebu teil. Danach erfolgte das Geleit von Verstärkungen zu dieser Insel, Geleitaufgaben bis zum 1. Juli von Morotai nach Polloc Harbor und Golf von Davao. Der Zerstörer nahm an der Operation gegen Balikpapan teil, gab Feuerschutz, und eskortierte bis zum 20. Juli Schiffe von Morotai. Danach Ankunft in Manila. Nach einer kurzen Regenerierung, verlegte die Flusser am 31. August für Geleitaufgaben nach Okinawa, am 16. September erfolgte die Ankunft in Sasebo.

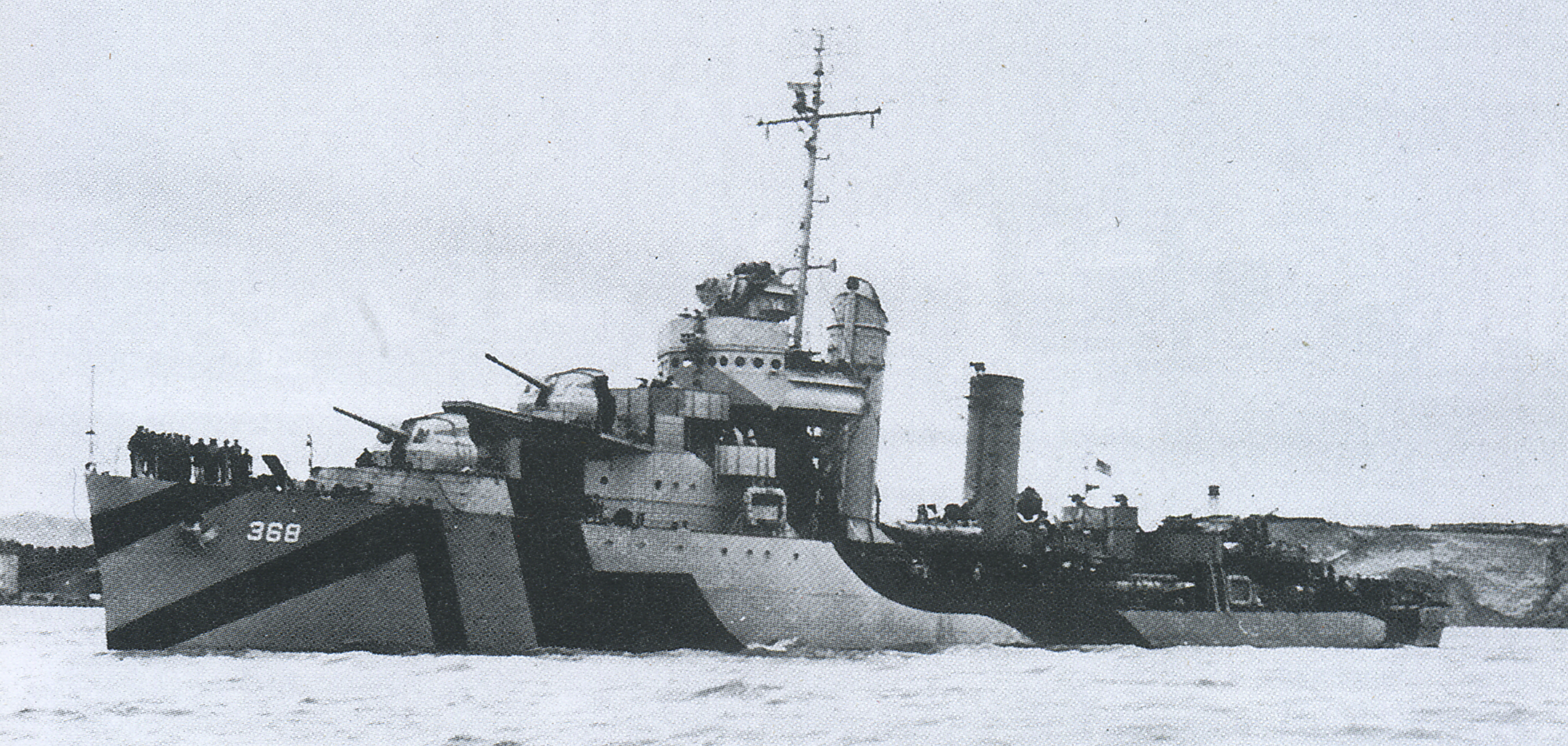
Flusser mit Tarnanstrich nach Schema 31/23d im Juni 1944

Zur Inspizierung japanischer Kriegs- und Handelsschiffsangelegenheiten wurden Offiziere des Schiffes abgestellt. Am 29. Oktober 1945 verließ der Zerstörer Sasebo und trat die Rückreise nach San Diego an, wo er am 19. November einlief.

## 1946
Im Sommer 1946 nahm Flusser an der Operation Crossroads teil und kehrt am 14. September 1946 nach Pearl Harbor zurück. Danach verlegte sie nach Norfolk (Virginia), wo sie am 12. November 1946 eintraf und außer Dienst gestellt wurde.

## Zugehörigkeit zu Kampfverbänden
- 1. Oktober 1941: DESFLOT[1] 1/DESRON[2] 5/DESDIV[3] 9
- Landung bei Cap Gloucester – Dezember 1943: TF[4] 76/DESDIV 48
- Landung auf Leyte – 17.–25. Oktober 1944: 7. Flotte/TG[5] 78.8/DESRON 5
- Landung auf Luzon – Januar 1945: 7. Flotte/TG 78.9/DESRON 5
- Befreiung der südlichen Philippinen – Februar–April 1945: 1. Palawan TG 74.2